# صلی (روستا)
 صلی  (در عربی:  صَلی )
نام روستایی است در دهستان المَذبَح از توابع استان لَحِج در کشور یمن در شبه جزیره عربستان.

## جمعیت
جمعیت آن (۵۵) نفر (۶ خانوار) می‌باشد.